# إدي مور
إدي مور (بالإنجليزية: Eddie Moore)‏ هو لاعب كرة قدم أمريكية أمريكي، ولد في 5 يوليو 1980 في ساوث بيتسبورغ في الولايات المتحدة.